# Johannes Ganz
Johannes Ganz (* 5. Juni 1932 in Eiweiler (Nohfelden), Saarland) ist ein deutscher Politiker (CDU). Er ist ein Bruder von Clemens Ganz.

## Leben
Ganz machte nach der Schule eine Bäckerlehre, die er 1950 beendete. Nach der Meisterprüfung 1953 erwarb er auf dem zweiten Bildungsweg 1955 das Abitur und studierte von 1955 bis 1959 für das höhere Lehramt an berufsbildenden Schulen an der Universität des Saarlandes. Im Jahr 1959 wurde er Referendar, 1961 Assessor und 1963 schließlich Studienrat. Er unterrichtete an Berufsschulen und wurde Oberstudiendirektor und Leiter des gewerblich-technischen und sozialpflegerischen Berufsbildungszentrums in Neunkirchen (Saar).
Ganz trat 1960 in die Junge Union und die CDU ein. Von 1977 bis 1985 war er Mitglied des CDU-Landesvorstands Saar und hatte von 1978 bis 1988 den Vorsitz im CDU-Kreisverband St. Wendel inne. Von 1964 war er bis 1974 im Stadtrat von St. Wendel, dort von 1969 bis 1974 Erster Beigeordneter. Von 1975 bis 1980 war er zudem Abgeordneter im Landtag des Saarlandes. Aus dem schied er 1980 aus, als er in den Deutschen Bundestag gewählt wurde. In den ersten drei Wahlperioden von 1980 bis 1990 wurde er stets über ein Direktmandat im Wahlkreis 247 (St. Wendel) gewählt, danach zog er einmal über die Landesliste des Saarlandes ein. In der kompletten Zeit war er Mitglied im Verteidigungsausschuss. Von 1980 bis 1987 war er zudem im Ausschuss für Bildung und Wissenschaft. In der 13. Legislaturperiode (1990–1994) war er zudem Mitglied des Ältestenrates des Deutschen Bundestages. 1993 wurde ihm das Bundesverdienstkreuz am Bande verliehen.
Er ist verheiratet mit Annedore geb. Wagner und hat fünf Töchter.